# 니나 질리

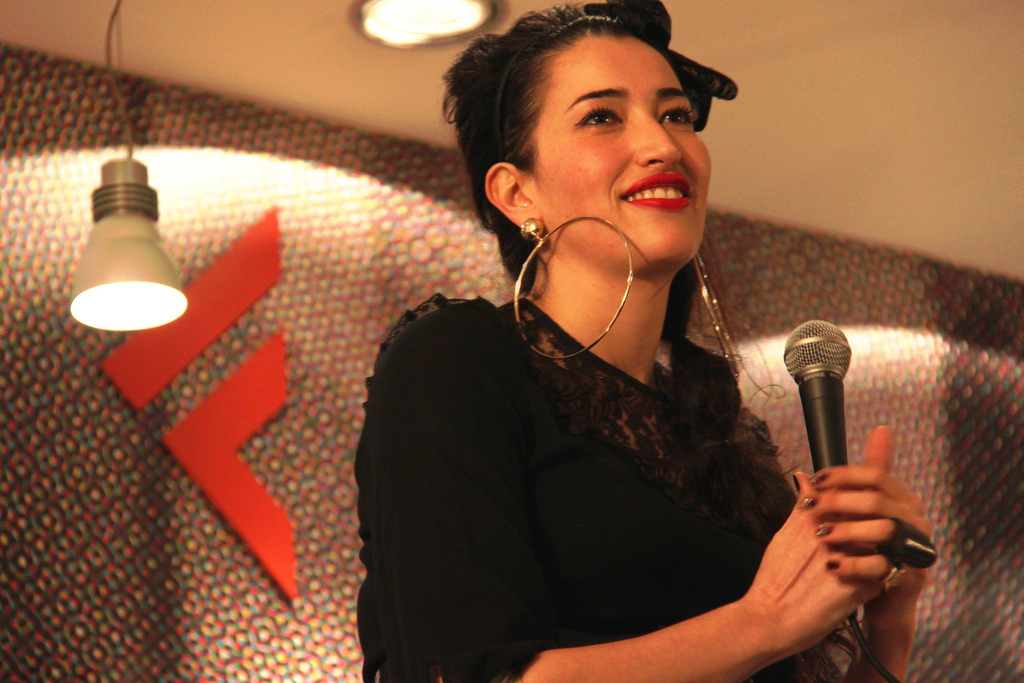

니나 질리(Nina Zilli, 본명: Maria Chiara Fraschetta, 1980년 2월 2일 ~ )는 이탈리아의 싱어송라이터이다. 데뷔 싱글 50mila을 발매한 이후 산레모 뮤직 페스티벌 2010의 뉴커머스 섹션에 참가한 뒤 음반 Sempre lontano으로 상업적은 성공을 거두었다. 산레모 뮤직 페스티벌 2012 기간 중 질리는 아제르바이잔 바쿠에서 열린 유로비전 송 콘테스트 2012에서 이탈리아를 대표하여 참가하였으며 L'amore è femmina (Out of Love)라는 곡으로 9위에 들어섰다. 이 노래는 2번째 스튜디오 음반에도 수록되었다.

## 디스코그래피
- Sempre lontano (2010)
- L'amore è femmina (2012)
- Frasi & fumo (2015)
- Modern Art (2017)